# (9723) Binyang
Pour les articles homonymes, voir Binyang.
(9723) Binyang est un astéroïde de la ceinture principale.

## Description
(9723) Binyang est un astéroïde de la ceinture principale. Il fut découvert le 1er mars 1981 à Siding Spring par Schelte J. Bus. Il présente une orbite caractérisée par un demi-grand axe de 2,15 UA, une excentricité de 0,12 et une inclinaison de 5,0° par rapport à l'écliptique.

## Compléments